# Globba atrosanguinea
Globba atrosanguinea är en enhjärtbladig växtart som beskrevs av Johannes Elias Teijsmann och Simon Binnendijk. Globba atrosanguinea ingår i släktet Globba och familjen Zingiberaceae.

## Underarter
Arten delas in i följande underarter:
- G. a. sumatrana
- G. a. atrosanguinea